# Dacnis lineata
Dacnis lineata là một loài chim trong họ Thraupidae.